# Municipio de Liberty (condado de Hutchinson)
El municipio de Liberty (en inglés: Liberty Township) es un municipio ubicado en el condado de Hutchinson en el estado estadounidense de Dakota del Sur. En el año 2010 tenía una población de 156 habitantes y una densidad poblacional de 1,74 personas por km².

## Geografía
El municipio de Liberty se encuentra ubicado en las coordenadas 43°23′3″N 97°56′6″O / 43.38417, -97.93500. Según la Oficina del Censo de los Estados Unidos, el municipio tiene una superficie total de 89.9 km², de la cual 89,9 km² corresponden a tierra firme y (0 %) 0 km² es agua.

## Demografía
Según el censo de 2010, había 156 personas residiendo en el municipio de Liberty. La densidad de población era de 1,74 hab./km². De los 156 habitantes, el municipio de Liberty estaba compuesto por el 100 % blancos. Del total de la población el 0 % eran hispanos o latinos de cualquier raza.